# Долно-Кыпиново
Долно-Кыпиново (болг. Долно Къпиново) — село в Болгарии. Находится в Кырджалийской области, входит в общину Кирково. Население составляет 324 человека.

## Политическая ситуация
В местном кметстве Долно-Кыпиново, в состав которого входит Долно-Кыпиново, должность кмета (старосты) исполняет Асен Георгиев Бодуров (Земледельческий народный союз (ЗНС)) по результатам выборов.
Кмет (мэр) общины Кирково — Шукран Кязим Идриз (Движение за права и свободы (ДПС)) по результатам выборов.